# Hennezis
Hennezis ist eine französische Gemeinde mit 749 Einwohnern (Stand: 1. Januar 2022) im Département Eure in der Region Normandie; sie gehört zum Arrondissement Les Andelys und zum Kanton Les Andelys. Die Einwohner werden Anyséens genannt.

## Geographie
Hennezis liegt etwa 40 Kilometer südsüdöstlich von Rouen nahe dem Tal der Seine. Umgeben wird Hennezis von den Nachbargemeinden Les Andelys im Norden und Nordwesten, Guiseniers im Norden und Nordosten, Mézières-en-Vexin im Osten und Südosten, Notre-Dame-de-l’Isle im Süden, Port-Mort im Südwesten sowie Bouafles im Westen.

## Geschichte

### Einwohnerentwicklung
| 1962                      | 1968 | 1975 | 1982 | 1990 | 1999 | 2006 | 2013 |
| ------------------------- | ---- | ---- | ---- | ---- | ---- | ---- | ---- |
| 398                       | 389  | 378  | 539  | 769  | 750  | 772  | 759  |
| Quelle: Cassini und INSEE |      |      |      |      |      |      |      |